# Jurisprudens
Jurisprudens (lat. jurisprude'ntia), betecknar, särskilt i fråga om andra länder än Sverige, den rättsvetenskap, som ligger till grund för och kommer till uttryck i domstolarnas lagtillämpning.
I Sverige sker däremot lagtillämpningen ofta oberoende av rättsvetenskapen och betecknas därför riktigare som endast rättspraxis.